# 小行星6264
小行星6264是一颗围绕太阳公转的小行星。1980年9月29日，茲丹卡·瓦弗洛娃在克萊季发现了此天体。
这颗小行星的绝对星等为159.4236954736089等。